# Äußeres Burgtor (Wien)

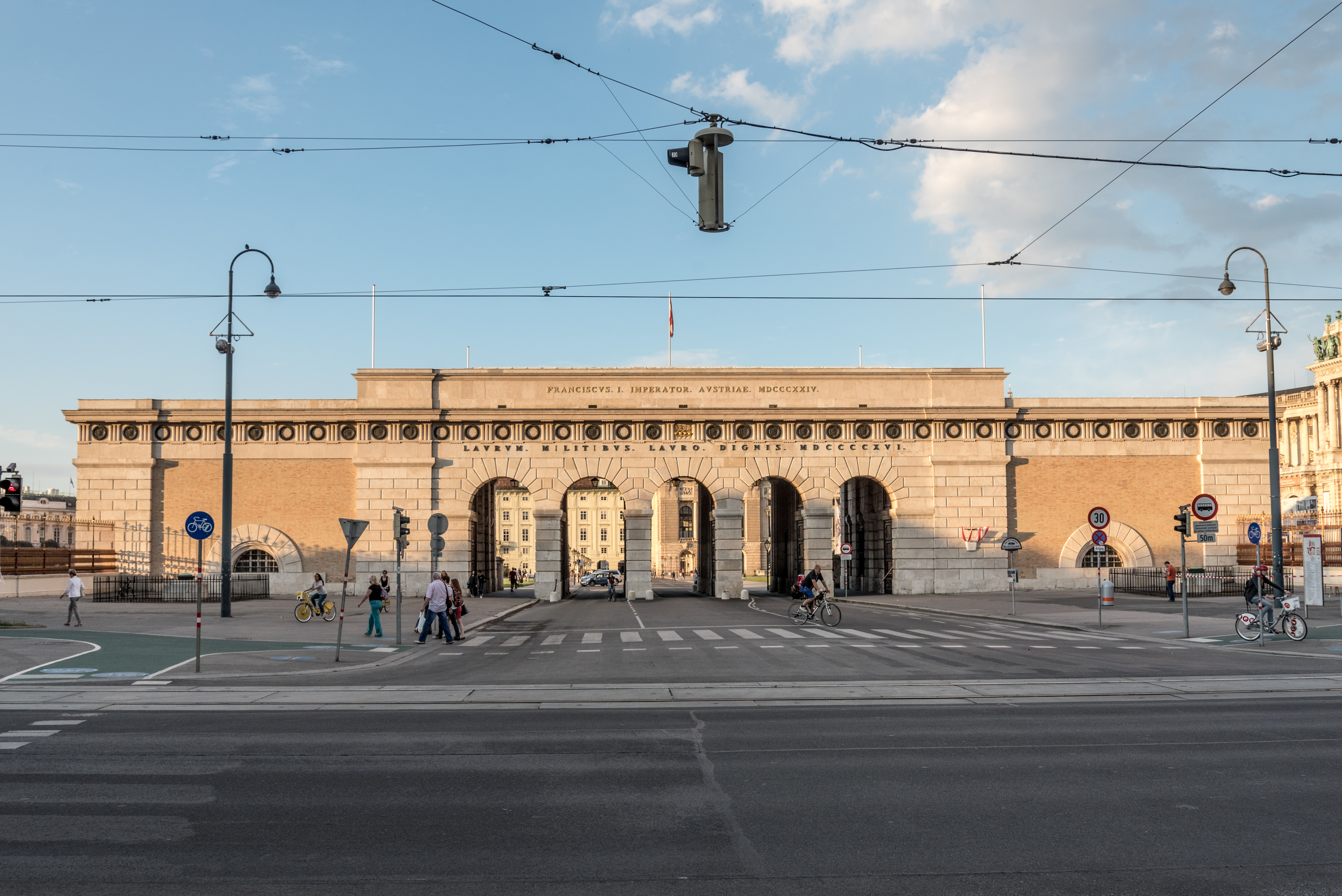
Ringstraßenseite

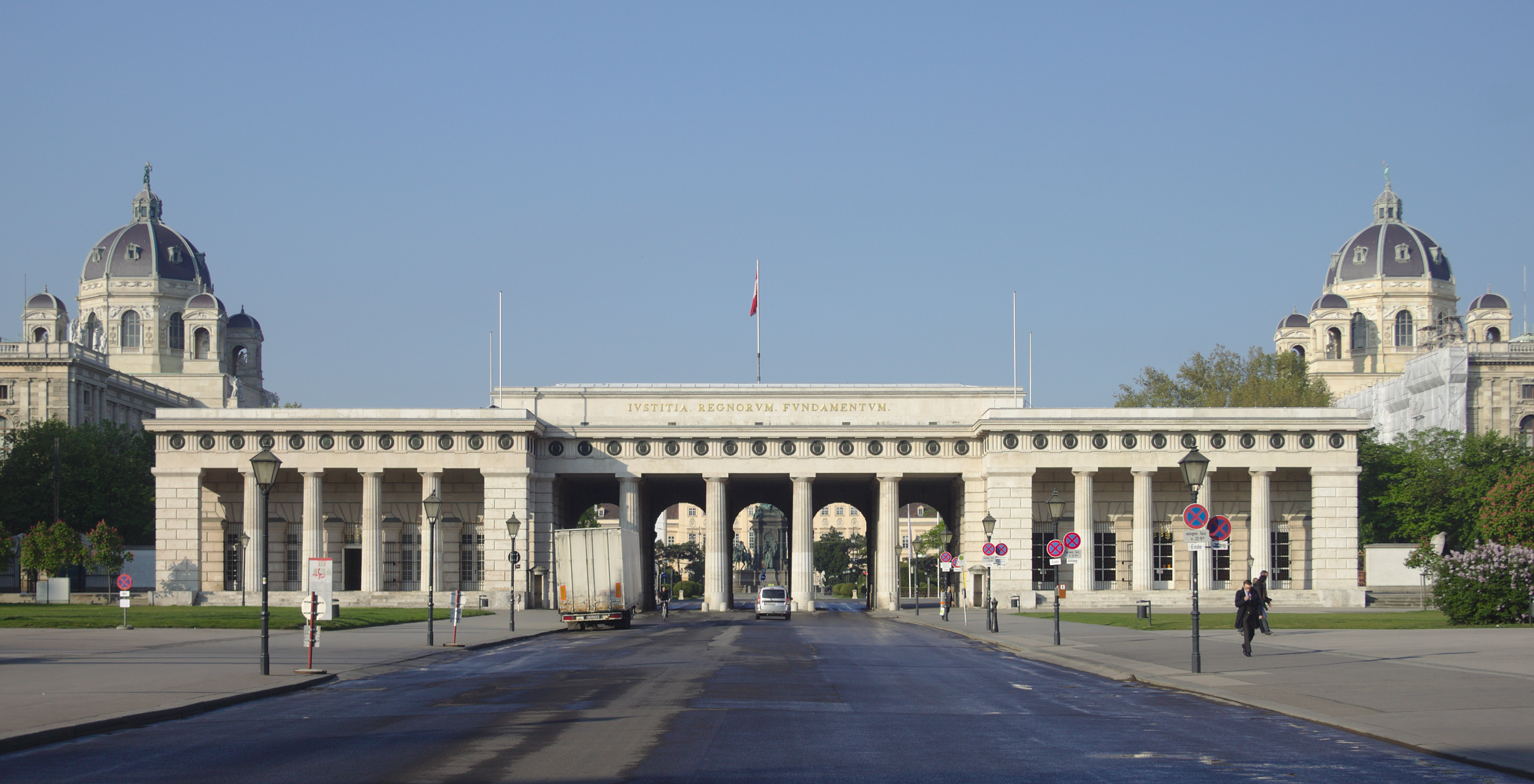
Heldenplatzseite

Das Äußere Burgtor in Wien ist ein 1821 bis 1824 errichtetes Tor der ehemaligen Wiener Stadtmauern zwischen dem Heldenplatz und der Wiener Ringstraße (Burgring). Es wird auch Heldentor genannt.

## Geschichte
1660 war das alte (etwas näher zur Burg gelegene) Tor als Teil der Festungsanlagen Wiens errichtet worden und während der Zweiten Wiener Türkenbelagerung 1683 heiß umkämpft. Während des Fünften Koalitionskrieges, im Jahr 1809, wurde es – wie andere Teile der Stadtbefestigungen auch – von den Soldaten Napoleons gesprengt. Die Franzosen sprengten auch andere Teile der Stadtbefestigung, aber so knapp beim Sitz des Kaisers kam dieser Akt einer besonderen Demütigung gleich, auch wenn zu dieser Zeit die Stadtbefestigungen ihren militärischen Wert bereits weitgehend verloren hatten.
Das Äußere Burgtor, früher auch Äusseres Burgthor geschrieben, wurde nach den Plänen von Peter Nobile auf den Fundamenten des ursprünglich von Luigi Cagnola 1818 begonnenen Tores errichtet, nachdem Kaiser Franz I. dessen geplante Höhe missfallen hatte. Die Bauausführung erfolgte durch Soldaten der kaiserlich-österreichischen Armee. Für die Toranlage mit fünf Rundbogentoren in Quadertechnik verwendete man harten Wöllersdorfer- und Kaisersteinbrucher Stein, für weniger belastete Teile St. Margarethener Kalksandstein. Die feierliche Grundsteinlegung fand am 22. September 1821 unter Anwesenheit von Kaiser Franz I. statt. Am 16. Oktober 1824 – dem elften Jahrestag der Völkerschlacht bei Leipzig – wurde es feierlich eröffnet. Laut einer Kundmachung war ab 18. Oktober 1824 die freie Durchfahrt durch das neue Tor möglich. Das Burgtor war ursprünglich in neu errichtete Stadtmauerteile eingebettet, die im Zuge des Baus der Ringstraße abgerissen wurden, wodurch das Burgtor zu einem freistehenden Tor wurde.
In vergoldeter Schrift findet sich an der Ringstraßenseite die Aufschrift „FRANCISCUS I. IMPERATOR AUSTRIAE MDCCCXXIV“ (Franz I. Kaiser von Österreich 1824) sowie darunter die Inschrift: LAURUM. MILITIBUS. LAURO. DIGNIS. MDCCCCXVI. (Lorbeer den des Lorbeers würdigen Soldaten 1916). An der dem Heldenplatz zugewandten Front steht IUSTITIA REGNORUM FUNDAMENTUM (Die Gerechtigkeit ist das Fundament der Herrschaft), der Wahlspruch Kaiser Franz I.
Im Rahmen der Planungen für das Kaiserforum von Gottfried Semper und Karl Hasenauer ab 1869 zwischen Hofburg und Hofmuseen sollte das Tor entweder umgestaltet oder abgetragen werden. Ende des 19. Jahrhunderts plante auch Otto Wagner, das Tor abzutragen und in Grinzing wieder aufzubauen. An seiner Stelle wollte er ein monumentales Denkmal Kaiser Franz Josephs errichten. Ludwig Baumann wiederum, ein Bauleiter der Hofburg, war für die Schleifung des Bauwerks, um so den Heldenplatz (bis 1878 „Äußerer Burgplatz“) zur Ringstraße hin zu öffnen.
Zur Zeit der NS-Herrschaft in Österreich gab es Überlegungen, den Heldenplatz architektonisch aufzuwerten. Zu diesem Zweck sollte die Hauptachse des Platzes um 90 Grad gedreht werden, so dass jener Balkon der Hofburg, von dem aus Adolf Hitler den Anschluss Österreichs verkündet hatte, Hauptblickpunkt bei großen Aufmärschen geworden wäre. Zu diesem Zweck wollte man die Reiterdenkmäler von Erzherzog Carl und Prinz Eugen von Savoyen versetzen.

## Heldentor
Schon die Errichtung dieses Bauwerks durch Soldaten und die Eröffnung am elften Jahrestag der Völkerschlacht bei Leipzig sollte auf den heldenhaften Kampf der österreichischen Armee gegen die Truppen Napoleons verweisen. Im Laufe seiner weiteren Geschichte wurden hier immer mehr Gedenkstätten eingerichtet.

### „Lorbeer für unsere Helden 1914–1916“

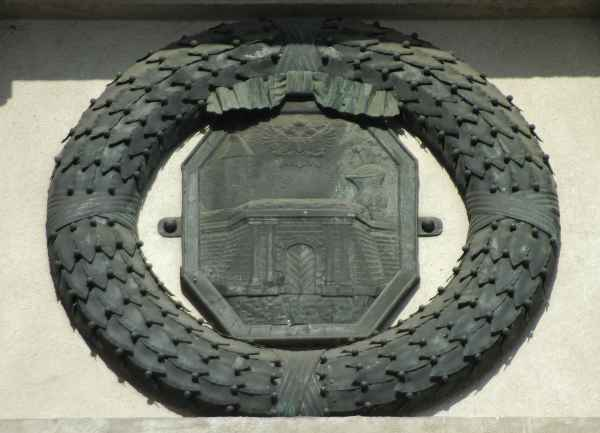
Lorbeerkranz und Wappen

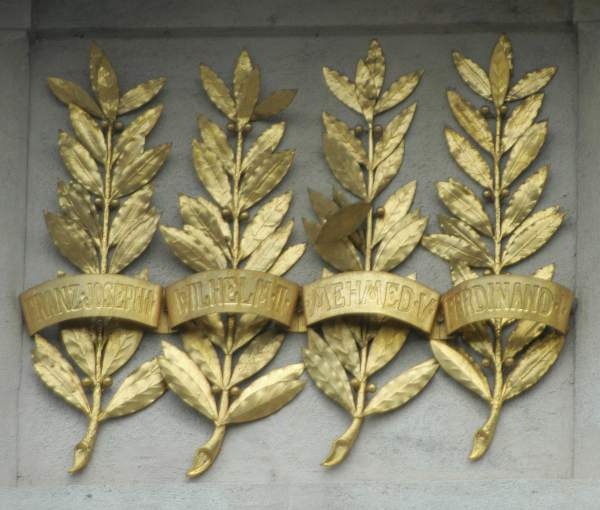
Lorbeerzweige der obersten Kriegsherrn

Zu Pfingsten 1915 regte die Gattin eines Kaiserlichen Rats, Flora Berl, die Aktion „Lorbeer für unsere Helden 1914–1916“ an. Erzherzog Carl Stephan, der Protektor der Hilfsaktion des Kriegsfürsorgeamts – vormals „Kälteschutz“ – nahm sich auch der Tochteraktion „Lorbeer für unsere Helden 1914–1918“ an und hatte auch die Idee mit dem Äußeren Burgtor als zentralen Ort dieser Aktion.
Bei dieser Spendenaktion sollten „aus einer Legierung, die für todbringende Geschosse nicht geeignet ist“, Lorbeerkränze („Siegeskränze“, keine Grabkränze) gefertigt werden. Der Entwurf für die Kränze stammte von Heinrich Kautsch. Jeder Spender konnte entweder seinen eigenen Namen in eines der Lorbeerblätter eingravieren lassen oder dieses Blatt einem Soldaten an der Front widmen. Der Spender konnte sich in ein Ehrenbuch eintragen und erhielt ein Erinnerungsdokument – eine Spendenaktion, die dem Prinzip des „Wehrmann in Eisen“ glich. Eröffnet wurde diese Spendenaktion am 1. Juni 1915 in der Kärntner Straße 35 in Wien, wo die Räume der Hamburg-Amerika-Linie als Propagandalokal dienten. Der Ertrag dieser Spendenaktion ging an den k.k. Österreichischer Militär-Witwen- und Waisenfonds und das Kriegsfürsorgeamt vormals „Kälteschutz“.
Prominenteste Spender waren:
- Kaiser Franz Joseph I. (Österreich-Ungarn)
- Kaiser Wilhelm II.
- Großsultan Mehmed V. (Osmanisches Reich)
- König Ferdinand I. von Bulgarien

An ihre Spende erinnern die vier vergoldeten Lorbeerzweige in der Mitte der Ringstraßenfront zwischen den Lorbeerkränzen und Wappen der Länder und Städte Österreichs („der im Reichsrat vertretenen Länder“). Zusätzlich wurde auch der Spruch „LAURUM MILITIBUS LAURO DIGNIS MDCCCCXVI (Lorbeer den des Lorbeers würdigen Soldaten 1916)“ angebracht.

### Heldendenkmal und Krypta

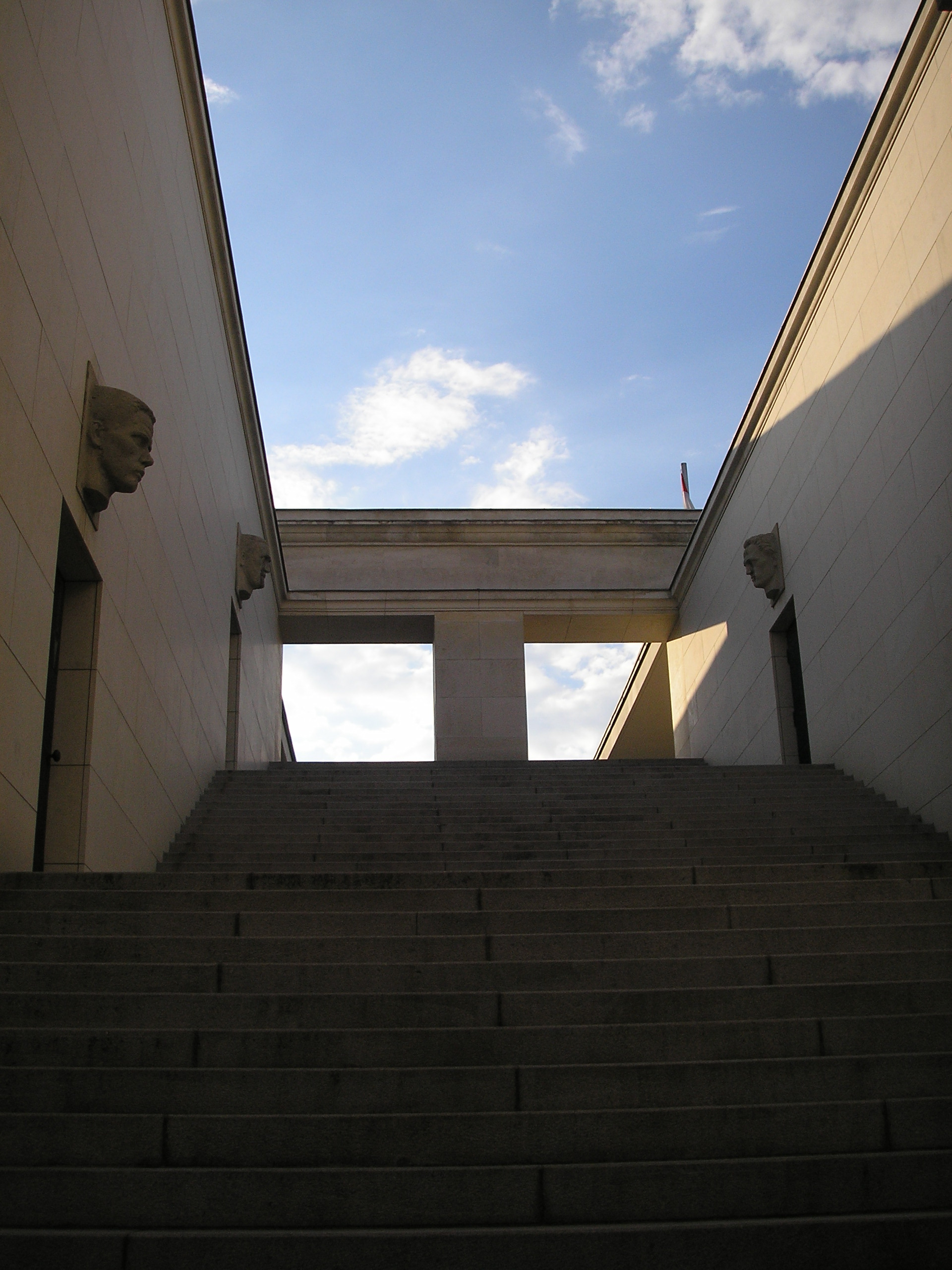
Feststiege zur dachlosen Ehrenhalle

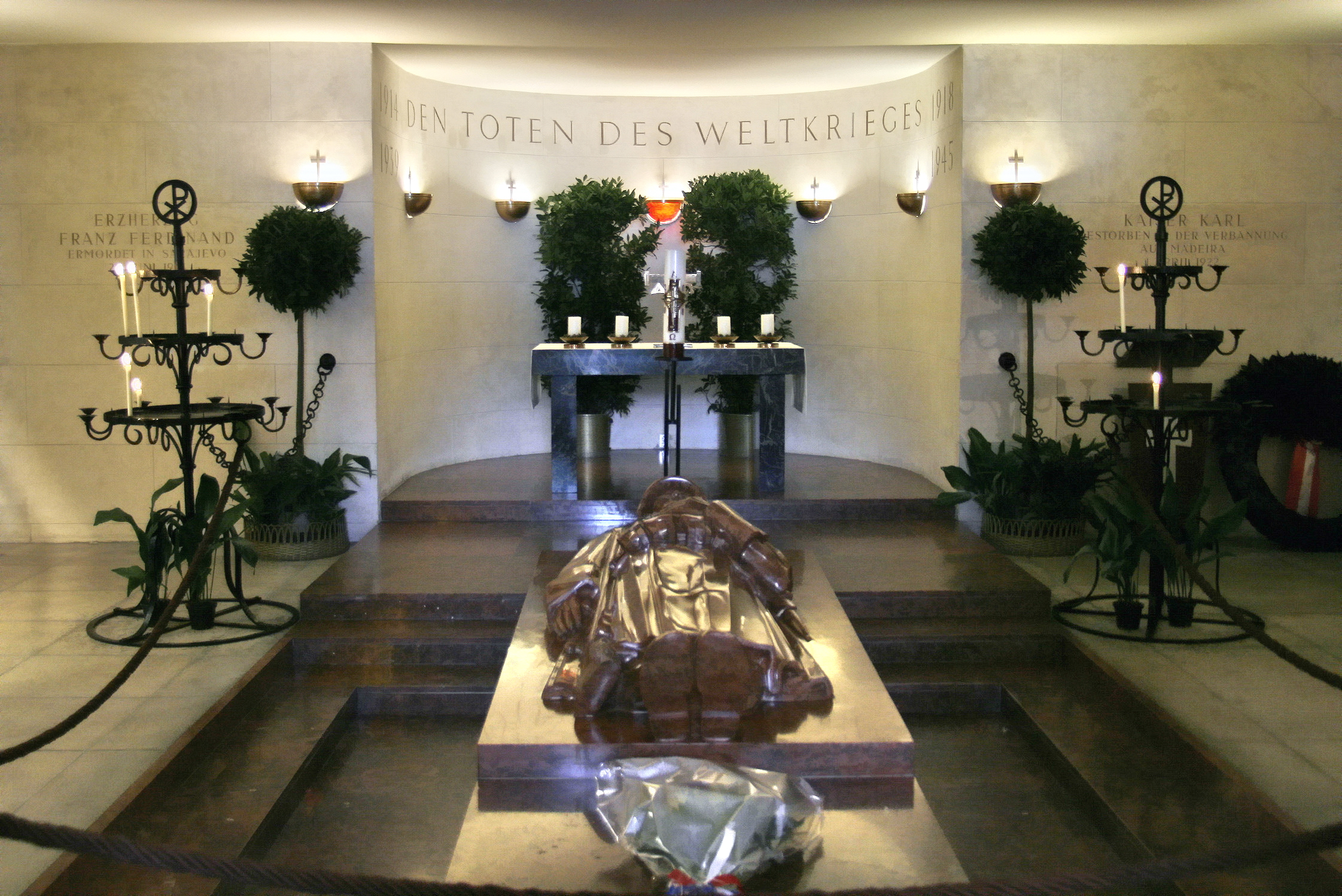
Krypta

Ab Ende Februar 1934 wurde das Äußere Burgtor nach einem Architekturwettbewerb durch Rudolf Wondracek, einem Schüler Otto Wagners, zu einem den Gefallenen des Ersten Weltkrieges gewidmeten Heldendenkmal umgebaut, wobei die äußere Form des Bauwerks nicht verändert werden durfte. An den beiden Schmalseiten führen Feststiegen zur dachlosen Ehrenhalle, die der Architekt so begründete: „Die Helden des Weltkrieges sind unter freiem Himmel gefallen, sie sollen unter freiem Himmel geehrt werden.“ Im Inneren wurde nördlich der Fahrbahn eine Krypta für die Gefallenen des Ersten Weltkrieges errichtet. Darin befinden sich ein von Wilhelm Frass aus rotem Marmor geschaffener Kenotaph eines toten Soldaten und ein schlichter Altar. Bis zum November 2012 waren zehn Ehrenbücher mit den Namen der im Krieg gefallenen Österreicher in Vitrinen ausgestellt, deren Seiten täglich umgeblättert wurden. Die Bücher wurden nach der Renovierung entfernt und am 30. November 2012 dem Österreichischen Staatsarchiv übergeben.
Für die Finanzierung der Errichtung des Heldendenkmals hatte man den schon im Ersten Weltkrieg verwendeten „Wehrmann in Eisen“ erneut in Dienst gestellt. Die zehn Ehrenbücher wurden aus diesen Spenden finanziert. Obwohl der Kenotaph noch nicht fertiggestellt war, wurde das Heldendenkmal am 9. und 10. September 1934 im Rahmen einer patriotischen Feier eröffnet. Am 15. März 1938 legte hier Adolf Hitler einen Kranz nieder, Hermann Göring besuchte die Ehrenstätte am 27. März. In der Krypta wird jeden Sonntag eine Heilige Messe gelesen.
Das Heldendenkmal war ein Prestigeprojekt der ständestaatlichen Regierung. Die rote Wiener Stadtregierung ließ bereits 1925 auf dem Zentralfriedhof als „Konkurrenz-Denkmal“ zur konservativen Gedenkkultur das bewusst pazifistisch gestaltete Kriegerdenkmal errichten.

### SA-Denkmal
Während der Zeit der österreichisch-ungarischen Monarchie war die mittlere Tordurchfahrt meist geschlossen. Nach einer in Nazikreisen kolportierten Theorie war dieses für den Kaiser reserviert. Am 15. März 1938 legte Hitler einen Kranz in der Krypta nieder und gliederte damit die vom Ständestaat geprägte Krypta gewissermaßen in die nationalsozialistische Kriegergedenkkultur ein. Bei dieser Gelegenheit passierte er die mittlere Tordurchfahrt. Hier bekam später die SA ihr eigenes Ehrenmal, das nach Kriegsende 1945 wieder entfernt wurde.

### Weiheraum

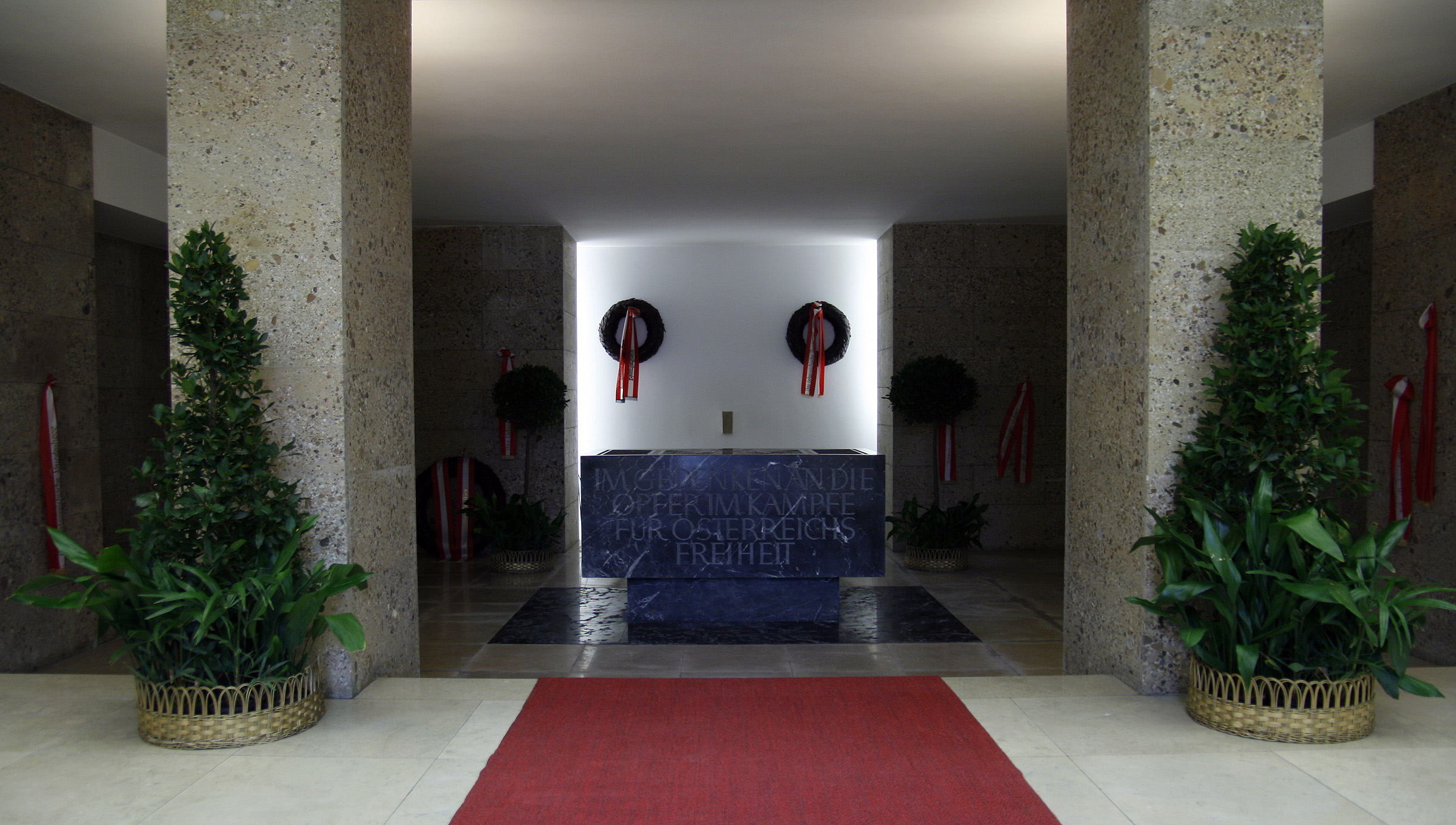
Der Weiheraum

1965 wurde auf Beschluss der Bundesregierung südlich der Durchfahrt ein Weiheraum für die Opfer des österreichischen Freiheitskampfes eingerichtet, gewissermaßen als Gegenpol zur Krypta, die den gefallenen Kriegern gewidmet war. Er enthält einen schwarzen Marmorblock, dessen Oberseite das Bundeswappen und auf seiner Vorderseite die Inschrift „IM GEDENKEN AN DIE OPFER IM KAMPFE FÜR ÖSTERREICHS FREIHEIT“ trägt. In einer Vitrine in der Vorhalle werden Dokumente über die Wiedererrichtung der Republik Österreich aufbewahrt. Am 27. Mai 1965 wurde der Weiheraum seiner Bestimmung übergeben.

## Umgebung
Nur wenige Meter vom Äußeren Burgtor entfernt befinden sich zwei weitere Gedenkstätten der jüngeren Vergangenheit.

### Papstkreuz
Südlich neben dem Heldentor befindet sich das stählerne Papstkreuz, welches an den Besuch von Papst Johannes Paul II. am 10. September 1983 erinnert und vom Architekten Gustav Peichl entworfen wurde. Der Papst zelebrierte dort am 12. September, dem Jahrestag des Entsatzes von Wien durch Johann III. Sobieski.

### Denkmal der Exekutive
Nördlich neben dem Heldentor befindet sich ein Denkmal, das an im Dienst verunglückte Polizisten und Gendarmen erinnern soll. Gesegnet wurde das aus zwei rechtwinkeligen Stahlkörpern bestehende Denkmal am 3. Juni 2002 in Anwesenheit von Bundespräsident Thomas Klestil.

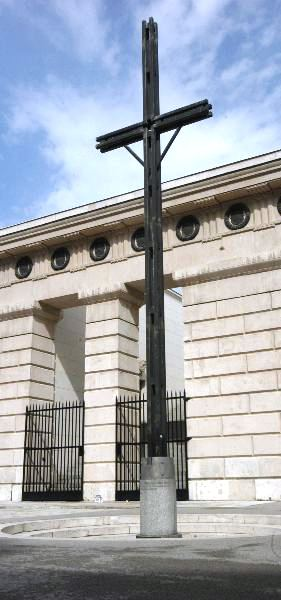
Papstkreuz
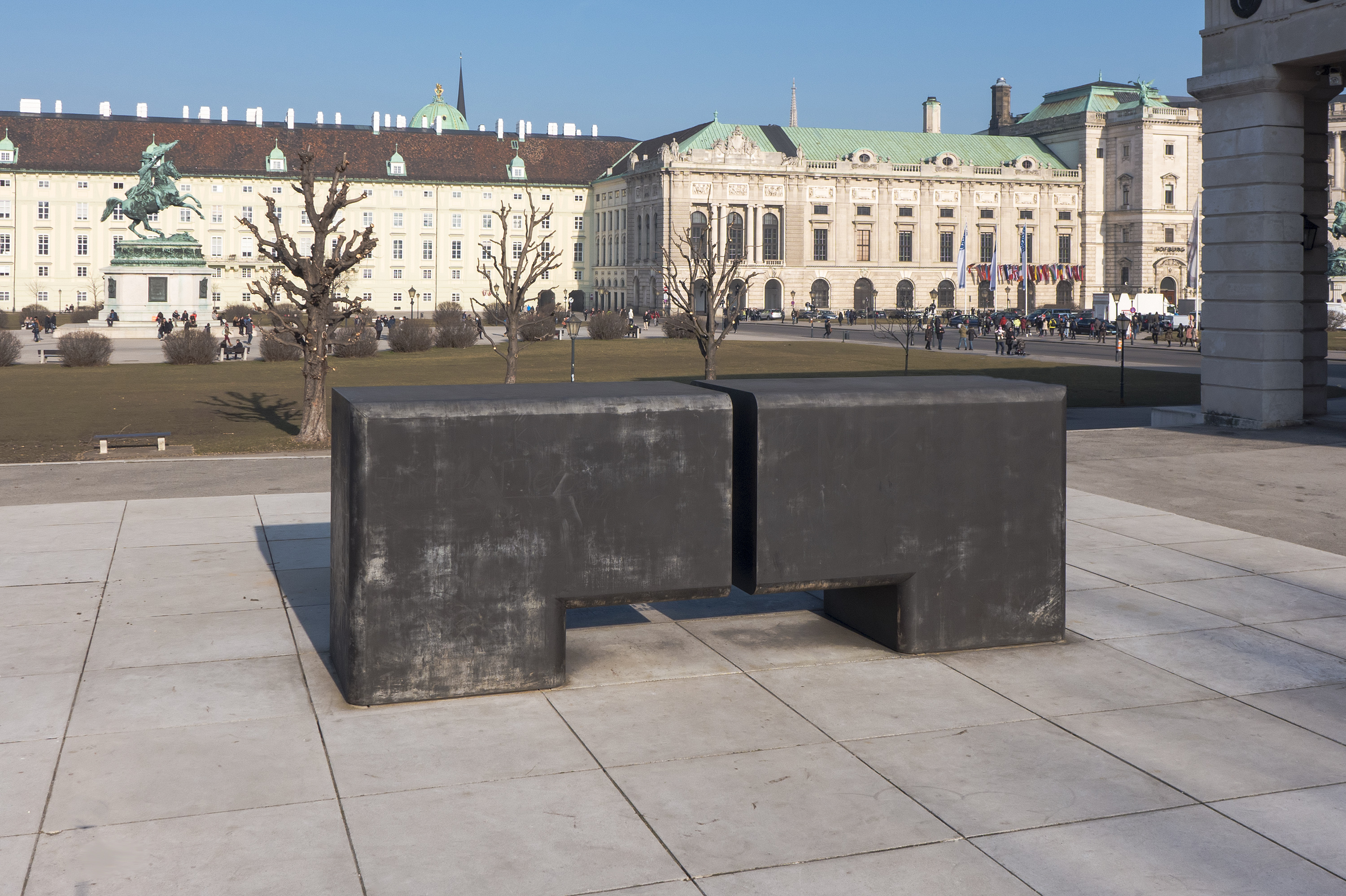
Denkmal der Exekutive

## Nachkriegszeit und Neuordnung derKrypta im Heldentor
Nachdem der Nationalratsabgeordnete Harald Walser von den Grünen im Jahr 2012 bekannt gemacht hatte, dass der Name von Josef Vallaster auch in den Totenbüchern in der Krypta des Heldentors aufgeführt wurde, veranlasste der damalige Verteidigungsminister Norbert Darabos die Streichung Vallasters aus den Totenbüchern. Dem folgte eine Untersuchung durch Experten, die feststellen sollen, ob weitere Kriegsverbrecher unter den in den Totenbüchern aufgeführten gefallenen Soldaten sind. Weiters wurde untersucht, ob, wie von Wilhelm Frass 1938 behauptet, er 1935 heimlich eine Huldigung des Nationalsozialismus im liegenden Soldaten deponiert hatte, was im Juli 2012 bestätigt wurde. Zugleich wurde auch eine pazifistische Nachricht von Frass' bis dahin weitgehend unbekanntem Assistenten Alfons Riedel entdeckt. Die beiden Schriftstücke wurden am 9. Juli 2013 dem Heeresgeschichtlichen Museum übergeben, wo sie als Faksimile im Saal Republik und Diktatur über einer Vitrine mit einem Modell des Burgtores und der Messinghülse, in der die Schreiben versteckt waren, ausgestellt sind.

## Inneres Burgtor
Bis August 2016 wurde im Zuge von Bauarbeiten für das Ausweichquartier für das Parlament das Innere Burgtor aus 1630–1660 archäologisch ergraben, dokumentiert und wieder zugeschüttet. Es bestand aus einem Durchgang und einem etwas breiteren Durchlass für Fuhrwerke, die wechselweise nur im Einbahnsystem passieren konnten. Diese zwei Tunnel durch die etwa 10 m dicke Stadtmauer waren schmal gehalten um leichter verteidigt werden zu können.